# 野戰口糧

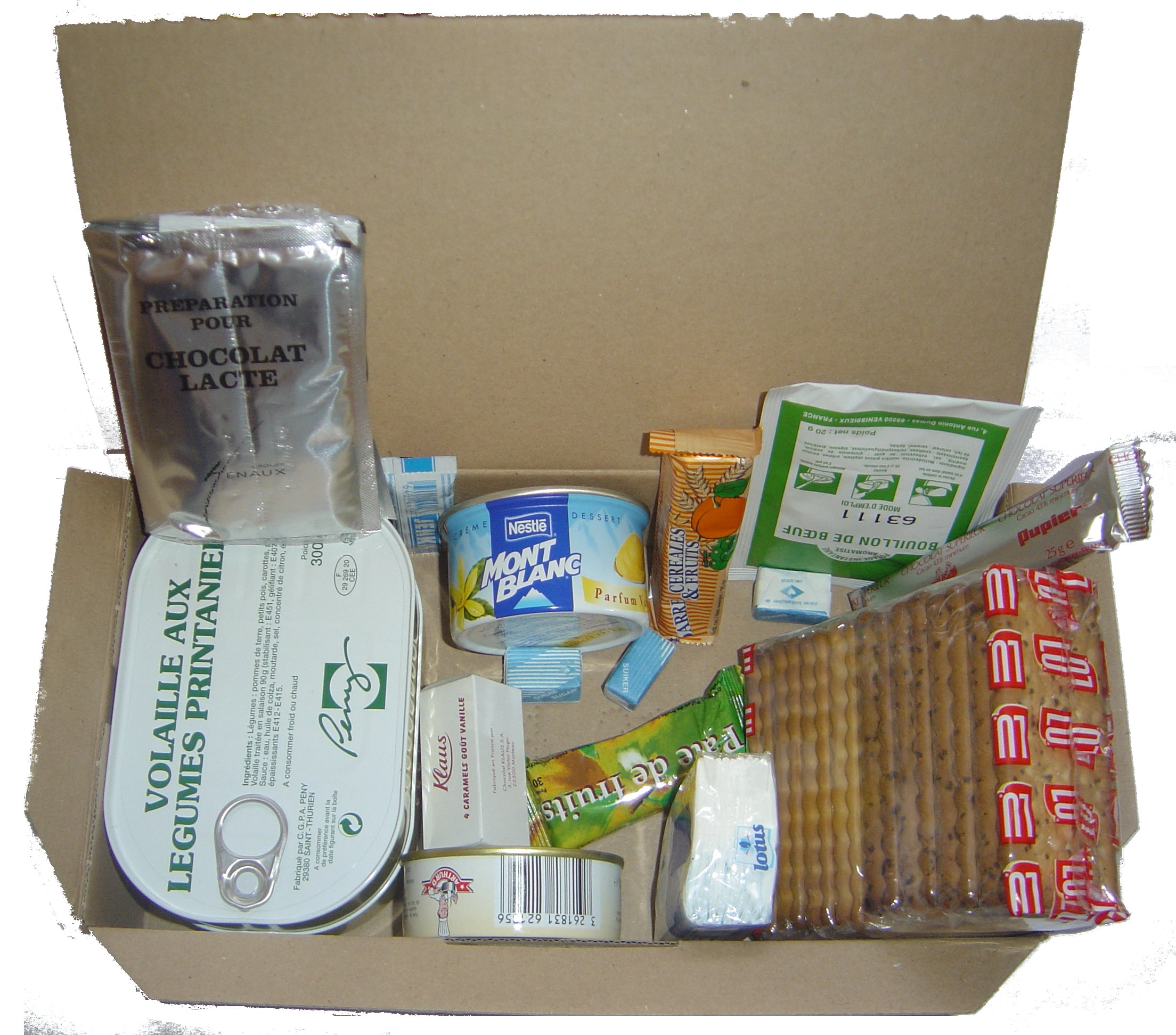
法國陸軍的軍糧，含兩餐以及能量棒

野戰口糧（英語：Field Ration），也称为作战口粮，口粮包或食品包，是罐装或预包装的餐食，軍隊中很容易被製作以及食用，也可做為防災用。它们与常规军备相比，具有以下的特点：易於在野外使用的罐装食品、真空密封、不需明火加熱的预煮或冷冻干燥食品、粉状饮料混合物和浓缩食品条以及较长的保質期，熱量高又易保存的压缩饼干和巧克力等。可在野外保證最少一日的生命。大多数野戰口粮通常都将肉作为主要食物之一。野戰口糧是士兵的紧急干口粮。

## 各種野戰口糧
- 德国
  - Scho-Ka-Kola
- 美国
  - 美国军用巧克力
  - A-口粮
  - B-口粮
  - C-口粮
  - K-口粮
  - MCI口糧
  - LRP口糧
  - MRE口粮
- 中华人民共和国
  - 中国人民解放军军用食品
- 中華民國
  - 野戰加熱式餐盒